# Eleccions municipals espanyoles de 1987
Les eleccions municipals espanyoles de 1987 foren convocades el dimecres, 10 de juny de 1987 i foren les terceres eleccions municipals convocades a Espanya després de la dictadura franquista mitjançant eleccions per sufragi universal, lliure i directe. A les eleccions optaven les llistes dels regidors dels diferents partits, i els electes finalment votaven l'alcalde. Coincidiren amb les segones eleccions autonòmiques de 13 comunitats autònomes (és a dir, totes llevat Catalunya, País Basc, Galícia i Andalusia) i al Consell General de la Vall d'Aran.
El partit que va obtenir més vots i regidors arreu d'Espanya fou el PSOE, que havia revalidat la seva majoria absoluta les eleccions generals espanyoles de 1986 encara que perd algunes posicions. El principal grup d'oposició, Alianza Popular es presentà separat dels seus socis a les anteriors eleccions. El CDS es posicionà com a tercera força política i Izquierda Unida manté els vots i la força electoral del PCE.

## Resultats globals a nivell estatal
En total van votar arreu d'Espanya 19.495.424 persones (el 69,42% del cens), d'elles 217.300 en blanc (1,11%). Els resultats dels principals partits fou:
| ← Eleccions municipals de 1987 → |           |       |                  |                    |                    |                               |
| Partit                           | Vots      | %     | Regidors (total) | Regidors (ciutats) | Alcaldes (ciutats) | Alcaldes (capital provincial) |
| PSOE/PSC-PSOE/PSE                | 7.229.782 | 37,08 | 23.241           | 908                | 52                 | 27                            |
| Alianza Popular                  | 4.080.705 | 20,94 | 16.581           | 494                | 10                 | 9                             |
| CDS                              | 1.904.984 | 9,77  | 5.972            | 230                | 3                  | 3                             |
| IU/IC-UPV                        | 1.564.964 | 8,03  | 2.641            | 168                | 4                  | 1                             |
| CiU                              | 1.004.823 | 5,15  | 4.373            | 97                 | 1                  | 1                             |
| PDP-CPG-UDF                      | 319.519   | 1,64  | 1.521            | 15                 | 1                  | 1                             |
| EAJ-PNV                          | 241.832   | 1,24  | 819              | 28                 | 2                  | 1                             |
| Herri Batasuna                   | 239.010   | 1,23  | 669              | 29                 | -                  | -                             |
| Partit Andalusista               | 221.825   | 1,14  | 294              | 35                 | 1                  | -                             |
| Eusko Alkartasuna                | 207.054   | 1,05  | 497              | 29                 | 2                  | 2                             |
| PTE-UC                           | 185.104   | 0,95  | 179              | 1                  | -                  | -                             |
| Unió Valenciana                  | 148.878   | 0,76  | 215              | 7                  | -                  | -                             |
| Partit Aragonès Regionalista     | 129.370   | 0,66  | 896              | 14                 | -                  | -                             |
| ATI-AIC                          | 119.943   | 0,61  | 173              | 33                 | 2                  | 1                             |
| Euskadiko Ezkerra                | 107.354   | 0,55  | 157              | 14                 | -                  | -                             |
| ERC                              | 75.422    | 0,38  | 188              | 2                  | -                  | -                             |
| Solución Independiente           | 72.661    | 0,37  | 129              | 17                 | 1                  | 1                             |
| BNG                              | 61.256    | 0,31  | 139              | 1                  | -                  | -                             |
| PSG-EG                           | 57.062    | 0,29  | 60               | 5                  | -                  | -                             |
| UPN                              | 43.818    | 0,22  | 134              | 7                  | 1                  | 1                             |
| AC-INC                           | 41.390    | 0,21  | 40               | 12                 | -                  | -                             |
| Independents de Galícia          | 33.032    | 0,17  | 69               | 13                 | 1                  | 1                             |
| Unió Mallorquina                 | 32.218    | 0,38  | 119              | 2                  | -                  | -                             |
| Plataforma Humanista (PH-LVH)    | 28.489    | 0,15  | -                | -                  | -                  | -                             |
| PRC                              | 28.489    | 0,14  | 100              | 2                  | -                  | -                             |
| Partido Cantonal                 | 26.343    | 0,38  | 10               | 10                 | 1                  | -                             |
| Partit Liberal                   | 22.416    | 0,11  | 62               | -                  | -                  | -                             |
| FE-JONS                          | 18.920    | 0,10  | 6                | -                  | -                  | -                             |
| Extremadura Unida                | 18.483    | 0,09  | 112              | 3                  | -                  | -                             |
| PNG-PG                           | 18.354    | 0,09  | 38               | -                  | -                  | -                             |
| Progrés Municipal d'Osona        | 11.877    | 0,05  | 48               | -                  | -                  | -                             |
| PSM-EN                           | 11.674    | 0,05  | 25               | -                  | -                  | -                             |
| Els Verds Alternatius (AV-MEC    | 18.354    | 0,09  | 38               | -                  | -                  | -                             |
| OIV                              | 11.385    | 0,06  | 25               | -                  | -                  | -                             |
| API                              | 11.356    | 0,05  | 46               | -                  | -                  | -                             |
| AIPN                             | 9.629     | 0,04  | 132              | -                  | -                  | -                             |
| CEV                              | 9.352     | 0,04  | 17               | -                  | -                  | -                             |
| PSI                              | 7.494     | 0,04  | 15               | -                  | -                  | -                             |
| CNC                              | 7.331     | 0,04  | 1                | -                  | -                  | -                             |
| CUP                              | 5.407     | 0,03  | 16               | -                  | -                  | -                             |
| POSI                             | 3.654     | 0,02  | 1                | -                  | -                  | -                             |
| Moviment Comunista               | 3.113     | 0,02  | 1                | -                  | -                  | -                             |